# Signalinstrument
Ein akustisches Signalinstrument ist ein Signalgerät, das Schallzeichen, also Signale erzeugt, die eine Nachricht übermitteln. Signalinstrumente sind auf der Grundlage laut klingender Musikinstrumente oder anderer Schallerzeuger konstruiert. Daneben gibt es optische Signalinstrumente.

## Allgemein zugängliche Signalinstrumente
Diese müssen einfach zu handhaben und sicher in der Funktion sein. Ein bekanntes Beispiel ist die Trillerpfeife, bei der ein einfaches kräftiges Hineinblasen genügt, um einen sehr lauten, schrillen und durchdringenden Klang zu erzeugen. Ursprünglich als reines Signalinstrument entwickelt, findet sie heutzutage auch als Lärm-, Rhythmus- und Effektinstrument sowie bei Kindern als Spielzeuginstrument Verwendung.
Mitunter wird die Schallerzeugung durch Verwendung elektrischer Wandler in der Handhabung so vereinfacht, dass nur noch ein Schalter betätigt werden muss. So wurde durch den Einsatz eines Elektromotors die Fernsteuerung der Sirene möglich.

## Personengebundene Signalinstrumente
Diese Signalinstrumente bedürfen mitunter einer vorherigen Ausbildung. So ist der Gebrauch des Posthorns, Jagdhorns oder Parforcehorns nur mit entsprechender Übung möglich.